# Vietnamistika
Vietnamistika je vědní obor zabývající se studiem vietnamského jazyka, dále historií, kulturou a obecně problematikou týkající se Vietnamu. Odborník ve vietnamistice je vietnamista.
Tento obor je ve světě relativně ojedinělý. V zemích kromě Vietnamu je možné studovat vietnamistiku (Vietnamese studies) například ve Francii, USA, Spojeném království a České republice.

## Vietnamistika v Česku
První kurz vietnamštiny se na půdě Filozofické fakulty Univerzity Karlovy v Praze otevřel v roce 1960 a o rok později byla vietnamistika otevřena jako samostatný obor. Externím vedoucím oboru se stal prom. fil. Ivo Vasiljev. V roce 2005 byl obor přejmenován a reakreditován do podoby bakalářského studijního programu Etnologie se specializací vietnamistika a pod tímto názvem fungoval až do roku 2019. Vedoucí oboru je od roku 2015 Ing. Nguyen Thi Binh Slavická. V roce 2019 proběhla reorganizace Ústavu dálného východu FF UK. Obory Koreanistika, Japonská studia a Vietnamistika se byly začleněny do studijního programu Asijská studia – Vietnamistika, který spadá pod Ústav asijských studií FF UK.
Od roku 2019 je možné vietnamistiku studovat i na nově otevřeném  Semináři vietnamských studií při Filozofické fakultě Masarykovy univerzity v Brně (garant Michal Schwarz). Od akademického roku 2019/2020 se na Katedře asijských studií na Filozofické fakultě Univerzity Palackého v Olomouci také otevřel obor Vietnamská filologie.
Kromě uvedených univerzitních pracovišť se v omezené míře problematikou Vietnamu zabývají i další vzdělávací instituce v České republice (např. v podobě jazykového kurzu, jako součást „asijských studií“ atd.).

## Čeští vietnamisté

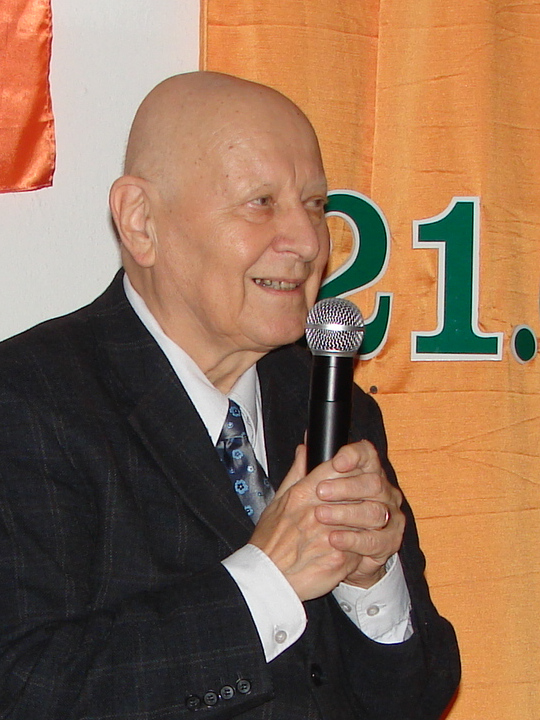
Ivo Vasiljev, český vietnamista

I přes relativně dlouhou existenci oboru se v současnosti na poli vietnamských studií angažuje málo odborníků. Obor se totiž neotvíral každý rok a mnoho posluchačů studium zanechalo, příp. absolvovalo pouze vybrané kurzy. Kromě prvního vedoucího oboru prom. fil. Ivo Vasiljeva k známým českým (československým) vietnamistům patřili také: Ján Múčka, Iva Zbořilová- Klinderová, Hana Křikavová a další. Studenti a absolventi oboru založili v roce 2004 občanské sdružení Klub Hanoi, sdružující odborníky na problematiku Vietnamu a Indočíny.
V současnosti se vietnamistikou zabývají také:
- Lucie Hlavatá – etnologie Indočíny, indický vliv v regionu
- Ján Ičo – starší dějiny a literatura, náboženství
- Petra Karlová – moderní dějiny
- Jiří Kocourek – vietnamská komunita v ČR, komunitní tlumočení
- Petr Komers – vietnamská literatura a překlady
- Marta Lopatková - FF UK, Francouzská Indočína, literatura Vietnamu, vietnamská komunita v České republice, gender
- Petra Müllerová – vietnamské umění
- Barbora Nováková – FF UK, starší dějiny Vietnamu, náboženský systém, vietnamská komunita v České republice
- Nguyen Thi Binh Slavická – FF UK, vietnamský jazyk, lingvistika
- Ondřej Slówik – fonetika vietnamštiny, lingvistika, Hong Bang International University, Ho Či Minovo město
- Mária Strašáková – moderní literatura a dějiny
- Ivo Vasiljev – jazyk a etnologie

### Odborné instituce
- Asijská studia se specializací vietnamistika FF UK
- Seminář vietnamských studií FF MUNI v Brně
- Asijská studia a medzinárodní vztahy, zaměření jihovýchodní Asie, MU Praha
- SOAS Londýn BA Vietnamese

### Další odkazy
- Klub Hanoi (CZ)
- První „sjezd“ českých vietnamistů (https://web.archive.org/web/20130119235921/http://klubhanoi.cz/view.php?cisloclanku=2006070201)

### Skupiny na Facebooku
- Klub Hanoi
- South East Asia – liaison, z. s. - dříve klub Hanoi
- Vietnamistika FF UK